# 최고 법원

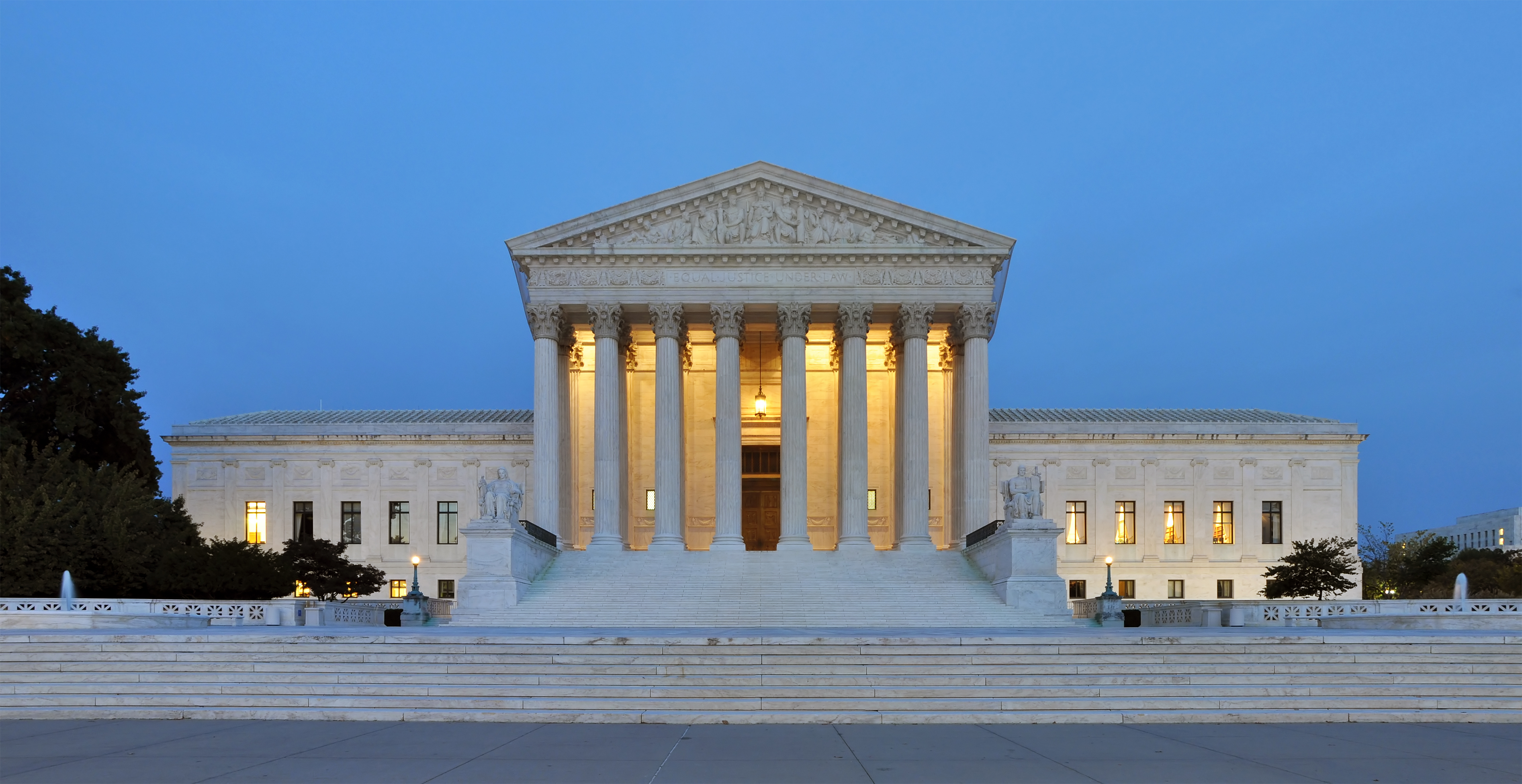
미국 연방 정부의 최고법원에 해당하는 미국 연방 대법원의 전경

최고 법원(最高法院, 영어: Supreme court, Highest court, Apex court, Court of last resort), 최고 재판소(最高裁判所) 또는 최고 사법기관(最高司法機關)은 사법부에서 사법권을 종국적으로 행사하는 최고기관을 이르는 말이다. 미국 연방 정부처럼 하나의 최고 법원만을 두는 경우도 있지만, 독일 또는 프랑스처럼 최고법원을 분야 별로 다원화하여 여러 개를 두는 경우도 존재한다. 세계적으로는 최고 법원을 여러 개로 다원화하는 경향이 더 우세한 것으로 평가받고 있다.
최고 법원은 대개 그 나라의 사법부를 상징하여 수도에 설치되어 있는데, 예를 들어 프랑스는 최종심의 관할권을 나누어 3개의 최고 법원을 두고 있음에도 이를 모두 수도인 파리에 설치하였다. 그러나 독일과 같이 최고 법원을 여러 개로 나눈 뒤 전국에 분산하여 설치하는 사례도 있다.

## 나라별 최고 법원
- 대한민국 - 대법원, 헌법재판소
- 독일 - 연방헌법재판소, 연방최고법원(연방일반법원, 연방행정법원, 연방재정법원, 연방노동법원, 연방사회법원)
- 미국 - 미국 연방 대법원
- 오스트레일리아 - 오스트레일리아 고등법원
- 이스라엘 - 이스라엘 최고 법원
- 이탈리아 - 파기원, 국사원, 헌법재판소
- 일본 - 최고재판소
- 조선민주주의인민공화국 - 중앙재판소
- 중화인민공화국 - 최고인민법원
- 프랑스 - 파기원, 국참사원, 헌법평의회

## 같이 보기
- 상소
- 상소법원
- 파기원